# Ростувка
Ростувка (пол. Rostówka) — гірська річка в Польщі, у Тарновському повіті Малопольського воєводства. Права притока Білої, (басейн Балтійського моря).

## Опис
Довжина річки 8 км, площа басейну водозбору 16,8  км², найкоротша відстань між витоком і гирлом — 3,77  км, коефіцієнт звивистості річки — 2,17. Формується багатьма безіменними струмками та частково каналізована.

## Розташування
Бере початок на південно-східних схилах гори Бранки (533,73 м) на висоті 382 м над рівнем моря у селі Йодлувка-Туховська (гміна Тухув). Спочатку тече на південний і північний захід долиною між хребтами Бранки і хребтами Жепенника Стшижевського та Жепенника Марцишевського. Далі річка тече на північний схід між пагорбами Носалова (365 м) і Моргі (453 м). У селі Любашова на висоті 220,9 м над рівнем моря впадає у річку Білу, праву притоку Дунайця. Водозбір річки розташований у передгір'ї Ценжковіце.

## Цікавий факт
- Понад річкою проходять туристичні шляхи, позначені на мапі кольорами: жовтим [(Носалова — Велика Гора (446,5 м) — Пташник (451 м)]; синім [(Бранка (534 м) — Йодлувка-Туховська — Жепенник-Біскупі)]; чорним [(Домрувка-Туховська — Любашова — Велика Гора (446,5 м)][3].